# Golfo de Baréin
El golfo de Baréin (en árabe: خليج البحرين‎) es un brazo de mar del golfo Pérsico, delimitado por Arabia Saudita, al oeste y al sur, y por Catar, al este. Baréin es un estado insular que consta de varias islas como la propia isla de Baréin, se encuentra en medio de su entrada por el norte. Su extremo meridional forma la bahía de Salwa. El noroeste del golfo está atravesado por la calzada del Rey Fahd, una sucesión de puentes que conectan la parte continental de Arabia Saudita con las islas de Baréin.

## Galería

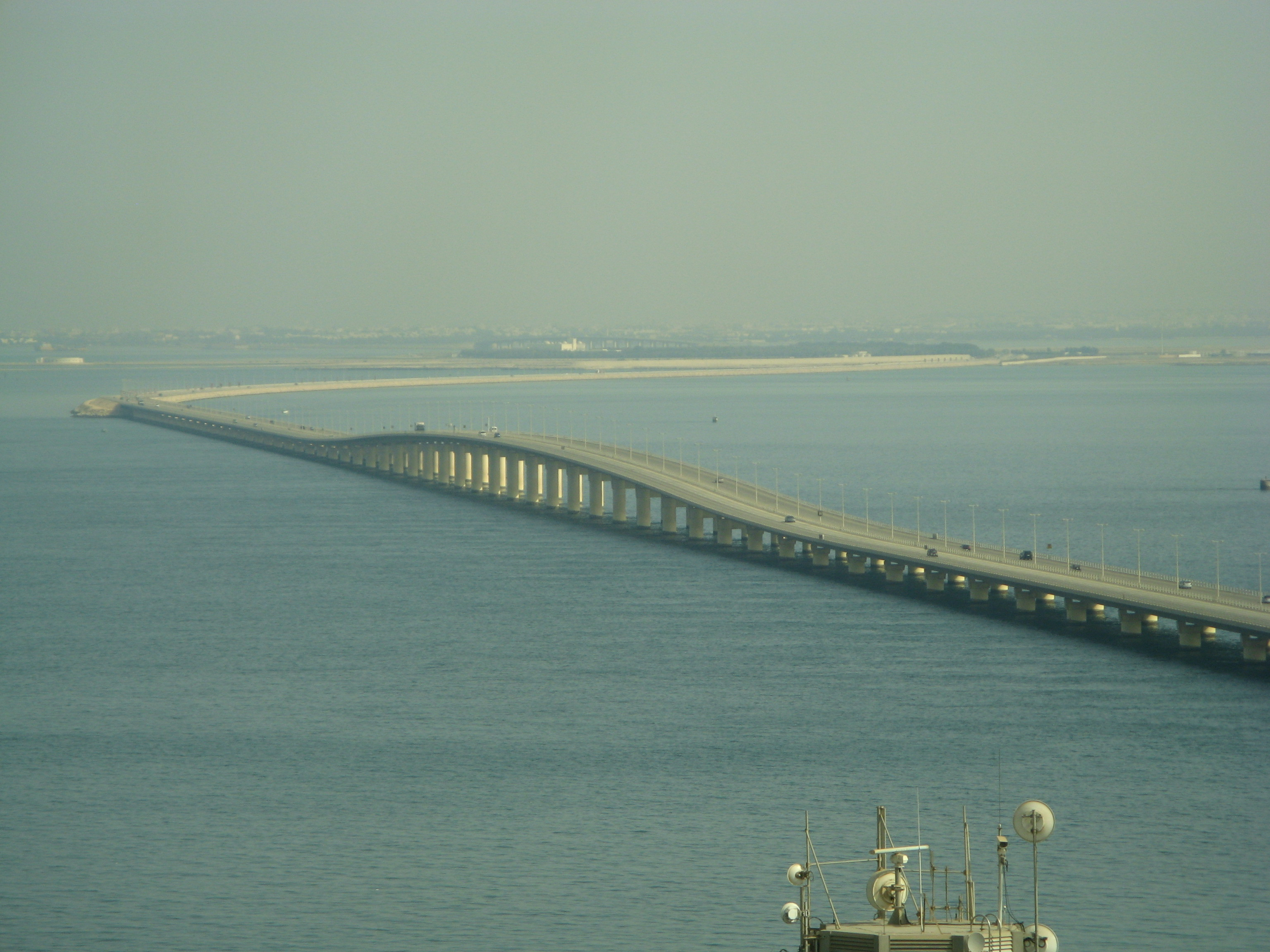
Vista parcial de la calzada del Rey Fahd